# 4457 van Gogh
4457 van Gogh è un asteroide della fascia principale. Scoperto nel 1989, presenta un'orbita caratterizzata da un semiasse maggiore pari a 2,6607610 UA e da un'eccentricità di 0,1303595, inclinata di 13,83881° rispetto all'eclittica.
L'asteroide è dedicato al pittore olandese Vincent van Gogh.